# Ореховское (озеро, Витебская область)
Оре́ховское (Большое Ореховское, Орехи; бел. Арэ́хаўскае; Вялі́кае Арэ́хаўскае) — озеро в Оршанском районе Витебской области Беларуси. Относится к бассейну реки Оршица.

## Описание
Озеро Ореховское располагается в 20 км к северу от Орши. К югу от водоёма находится городской посёлок Ореховск. Высота водного зеркала над уровнем моря составляет 162,2 м.
Площадь поверхности озера составляет 2,11 км², длина — 3,73 км, наибольшая ширина — 1,09 км. Длина береговой линии — 10,76 км. Наибольшая глубина — 3,5 м, средняя — 2,1 м. Объём воды в озере — 4,34 млн м³. Площадь водосбора — 33,4 км².
Котловина остаточного типа, вытянутая с севера на юг. Склоны высотой от 2 до 5 м, покрытые лесом. Высота северо-западных склонов достигает 10—15 м. Береговая линия образует несколько заливов и полуостровов. Берега преимущественно низкие, поросшие кустарником. Восточный и северо-восточный берега высокие, крутые. На северо-западе, северо-востоке и востоке присутствует заболоченная пойма, ширина которой на востоке достигает 300 м. Песчаное мелководье с глубинами до 2 м, занимающее 42 % площади водоёма, плавно переходит в ложе, покрытое илом и сапропелем. В северной части озера присутствует остров площадью около 2,4 га.
Сапропель Ореховского озера относится к кремнезёмистому типу, занимает 65 % озёрной чаши и образует отложения средней мощностью 2,6 м и максимальной 7,5 м. Запасы сапропеля составляют 5,1 млн м³. Естественная влажность — 92 %, зольность — 44 %, водородный показатель — 4,4 %. Содержание в сухом остатке: азота — 2,7 %, окислов железа — 5,1 %, алюминия — 2,7 %, магния — 0,6 %, кальция — 2,2 %, калия — 0,5 %, фосфора — 0,5 %. Сапропель может использоваться в качестве удобрения или лечебной грязи.
В озеро впадают два ручья и река Чёрная, вытекает река Оршица. Минерализация воды достигает 200 мг/л, прозрачность — 0,8 м. Озеро эвтрофное, однако зарастает незначительно. Растительность наиболее распространена возле северо-восточных, западных и юго-западных берегов.
В воде обитают лещ, щука, окунь, карась, линь, плотва.

## Хозяйственное и рекреационное использование
Озеро используется Белорусской ГРЭС в качестве водоёма-охладителя, а также является объектом промыслового лова рыбы.
Для граждан организована платная рыбалка и разрешена подводная охота в светлое время суток.